# 确定问题测验
确定问题测验（Defining Issues Test，DIT）是詹姆士·瑞斯特在1979年所设计的一个道德发展成份模型。 1982年，明尼苏达大学正式成立了伦理发展研究中心作为这项测验的媒介。